# エール・アフリック
エール・アフリック（Air Afrique）（エールアフリク）は、コートジボワールのアビジャンを本拠地としていた、かつて存在した多国籍航空会社である。主に旧フランス領の諸国によって設立され、後述するようにエール・フランス等のフランスの航空会社とも関係が深かった。 

## 歴史
1961年3月28日にカメルーンの首都ヤウンデで、以下の西・中部アフリカ11カ国間でヤウンデ条約が調印された。
- ダホメ　現ベナン
- オートボルタ　現ブルキナファソ
- 中央アフリカ共和国
- チャド共和国
- コンゴ共和国
- コートジボワール
- カメルーン
- ガボン
- モーリタニア
- ニジェール
- セネガル

ヤウンデ条約は、加盟国間の航空運輸の権利を扱う条約である。
加盟11カ国以外に、エールフランスとUAT（後のUTA→エールフランスに吸収合併）の合弁企業であるSODETRAFがエールアフリックに資本参加した。
加盟国の変遷は以下の通りである。
- 1968年：トーゴが加盟。
- 1971年：カメルーンが脱退し、カメルーン航空を設立。
- 1976年：ガボンが脱退し、エールガボンを設立。
- 1978年：シエラレオネが加盟した。しかし、翌年に脱退。
- 1992年：マリ共和国が加盟した。

長年、コートジボワールを中心に西アフリカ地域と世界各地を結んできたが1990年代に入り経営が悪化した。
- 2001年10月、旅客機差押により大幅減便。
- 2002年1月11日、加盟国国家元首会談により破産申立決定。

エールアフリックの支払停止が確認されたため、リース会社よりリースしていた旅客機2機を1月14日付でリース会社に返還。
- 2002年1月14日から自社運航を停止。
- 2002年4月25日に、アビジャン商業裁判所にて、正式に破産手続きに入ることが認められた。

## 機材
- アントノフ An-12
- ボーイング707-320
- ボーイング707-320C
- ボーイング727-200
- ボーイング737-200
- ボーイング737-200C
- ボーイング747-100
- ボーイング747-200
- ボーイング747-200F
- ボーイング767-300ER
- カラベル10R
- カラベル11R
- コンベア990
- ダグラス DC-3
- ダグラス DC-4
- ダグラス DC-6
- ダグラス DC-8-30
- ダグラス DC-8-50
- ダグラス DC-8-50F
- ダグラス DC-8-63CF
- ホーカー・シドレー HS748
- ロッキード コンステレーション
- ロッキード L-1649 スターライナー
- ロッキード L-1011 トライスター
- マクドネル・ダグラス MD-11
- マクドネル・ダグラス MD-81
- NAMC YS-11

- ダグラス DC-10-30 3機
- エアバスA300-B4   3機（最後まで残った自社購入機、1機はダカール空港での事故で廃棄処分にされた。）
- エアバスA310-300　4機（自社購入機の4機を1998年6月に、クレディ・リヨネなどの債権者に差し押さえを受けた。その後2機をリースで導入）
- エアバスA300-600R　2機（ILFCよりリース）
- ボーイング737-300　3機（ILFCよりリース）
- エアバスA330-200　2機（ILFCよりリース）

## エールアフリックの今後
- エールアフリックの破産後に、エールフランス、アフリカの公的金融機関（西アフリカ諸国中央銀行、中部アフリカ諸国銀行など）、加盟11カ国（上記参照）、従業員の出資の下で、新エールアフリックが設立される予定である。しかし、2002年9月に、コートジボワールの運輸大臣がモーリタニアなどの加盟国歴訪を始めた直後に、コートジボワールで内戦が勃発し、新エールアフリック設立は宙に浮いている。

- 現在エールアフリックは、清算作業をつづけながら、新エールアフリックの設立を待っている。最終的には、新エールアフリックは旧エールアフリックの資産（不動産、資材など）とロゴマークを引き継ぐ予定である。